# Tauopathie

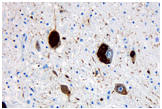
Immunhistochemischer Nachweis von hyperphosphorylierten Tau-Proteinen in Nervenzellen bei einer Tauopathie

Die Gruppe der Tauopathien umfasst eine Gruppe neurodegenerativer Krankheitsbilder, deren gemeinsames Merkmal die Ansammlung von Tau-Proteinen im Gehirn ist. 
Bei der mikroskopischen Untersuchung des Hirngewebes von Erkrankten findet man diese Tau-Protein-Ablagerungen in Nerven- und Gliazellen. Sie treten häufig als neurofibrilläre Bündel (engl. neurofibrillary tangles) auf. Sie lassen sich mit Spezialfärbungen (z. B. Versilberungen, weil sie argyrophile Strukturen sind) oder immunohistochemisch mit Antikörpern gegen Tau-Proteine sichtbar machen. Das Elektronenmikroskop zeigt, dass es – je nach Erkrankung – verschiedene Typen von Neurofibrillenbündeln gibt. Es existieren je nach Isoform unterschiedliche Tau-Ablagerungsprodukte. Eine häufige Einteilung erfolgt nach der Anzahl bestimmter Wiederholungen an der Mikrotubuli-Bindungstelle. Nach der Anzahl dieser Tandem-Repeats werden Tauopathien oft in 3R- oder 4R-Tauopathien weiter unterteilt.

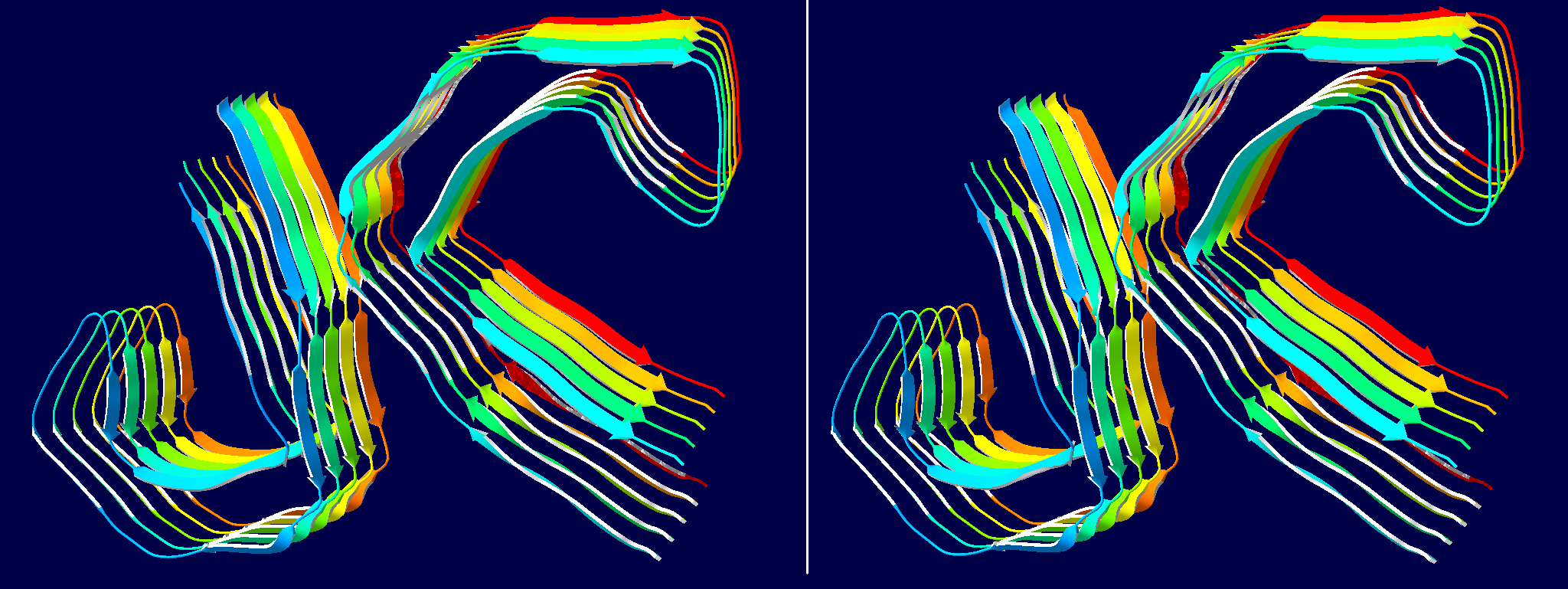
3-Dimensionale Struktur von tau-Protein aus den neurofibrillären Bündeln eines Alzheimer-Patienten, bestimmt durch Cryo-Elektronenmikroskopie (PDB-Code 5o3t). Typisch für Amyloide sind die kurzen, relative geraden β-Stränge, die zu einer β-Helix gefaltet sind.

Tauopathien gehören zu den Amyloidosen, bei denen sich Proteine in eine alternative Struktur, die β-Helix, falten. Dies kann spontan erfolgen (altersbedingt) oder infolge von ererbten Mutationen im Protein (mit deutlich jüngeren Patienten). Das umgefaltete Protein präzipitiert dann als Amyloid (so benannt von Rudolf Virchow, weil die Partikel wie Stärke mit Jodtinktur eine Blaufärbung geben).
Die Ursache der meisten Tauopathien ist unbekannt. Einige Tauopathien sind erblich. So findet man z. B. über 60 verschiedene Mutationen des Tau-Gens bei Patienten mit FTLD-MAPT.
Zur Gruppe der Tauopathien zählen:
- Chronisch-traumatische Enzephalopathie (CTE, früher auch Dementia pugilistica) genannt
- FTLD-MAPT (früher: FTDP-17, Frontotemporale Demenz und Parkinsonismus des Chromosoms 17)
- Kortikobasale Degeneration (CBD: 4R-Tau)
- Morbus Alzheimer
- Morbus Pick (3R Tau)
- Neurofibrilläre Tangle-Demenz
- Progressive supranukleäre Blickparese (PSP: 4R-Tau)
- Silberkornkrankheit (AGD: 4R-Tau)
- Tauopathie mit gliobulären glialen Einschlüssen
- Unklassifizierbare Tauopathien